# Oppland fylke
Oppland fylke (före 1919 Kristians amt) var ett norskt fylke, som gränsade till Trøndelag, Møre og Romsdal, Sogn og Fjordane, Buskerud, Akershus, Oslo och Hedmark. Som enda fylke hade det varken kust eller gräns mot något annat land, utan gränsade bara till andra fylken. 
Oppland fylkes vapen visar en stiliserad mosippa.
Den 1 januari 2020 inrättades Innlandet fylke, bildat genom sammanslagning av Oppland fylke och Hedmark fylke. Kommunerna Jevnaker och Lunner fördes över till Viken fylke.

## Kommuner
- Dovre kommun
- Etnedals kommun
- Gausdals kommun
- Gjøviks kommun
- Grans kommun
- Jevnakers kommun
- Lesja kommun
- Lillehammers kommun
- Loms kommun
- Lunners kommun
- Nord-Aurdals kommun
- Nord-Frons kommun
- Nordre Lands kommun
- Ringebu kommun
- Sels kommun
- Skjåks kommun
- Søndre Lands kommun
- Sør-Aurdals kommun
- Sør-Frons kommun
- Vangs kommun
- Vestre Slidre kommun
- Vestre Totens kommun
- Vågå kommun
- Østre Totens kommun
- Øyers kommun
- Øystre Slidre kommun